# Thomas Nagel
Thomas Nagel (Belgrado, 4 de Julho de 1937) é um filósofo dos Estados Unidos, professor de Filosofia e Direito na Universidade de Nova Iorque. Seus trabalhos se concentram em filosofia da mente, filosofia política e ética. É conhecido por sua crítica aos estudos reducionistas sobre a mente em seu "What Is it Like to Be a Bat?" ("Como é ser um morcego?"), de 1974, e por sua contribuição à teoria político-moral liberal e deontológica em "A Possibilidade do Altruísmo", de 1970.
Também é autor de "Uma breve introdução à Filosofia", obra de divulgação que aborda temas da filosofia em linguagem acessível, propondo uma reflexão individual acerca de questões como saber o que é o certo e o que é o errado.

## Principais obras publicadas
- The Possibility of Altruism (1970), Oxford University Press. (Reprinted in 1978, Princeton University Press.)
- Mortal Questions (1979), Cambridge University Press.
- The View from Nowhere (1986), Oxford University Press.
- What Does It All Mean?: A Very Short Introduction to Philosophy (1987), Oxford University Press.
- Equality and Partiality (1991), Oxford University Press.
- Other Minds: Critical Essays, 1969-1994 (1995), Oxford University Press.
- The Last Word (1997), Oxford University Press.
- The Myth of Ownership: Taxes and Justice (2002), (with Liam Murphy) Oxford University Press.
- Concealment and Exposure and Other Essays (2002), Oxford University Press.
- Secular philosophy and the religious temperament: essays 2002–2008 (2010), Oxford University Press.
- Mind and Cosmos: why the materialist neo-Darwinian conception of nature is almost certainly false (2012), Oxford  University Press.

### Em português
- Uma breve introdução à Filosofia. Martins Fontes, 2001.
- Que quer dizer tudo isto? Gradiva, 1995.
- A última palavra.  UNESP, 1998;  Gradiva, 1999.
- Visão a partir de lugar nenhum. Martins Fontes, 2004.
- O Mito da Propriedade (2005)